# Regering-Pierlot V
De regering-Pierlot V (31 oktober 1940 - 26 september 1944) was een Belgische regering in ballingschap in Londen. Het was een coalitie van het Katholiek Blok (73 zetels), de BWP (64 zetels) en de Liberale Partij (33 zetels). 
De regering volgde de regering-Pierlot IV op en werd opgevolgd door de  regering-Pierlot VI.

## Verloop

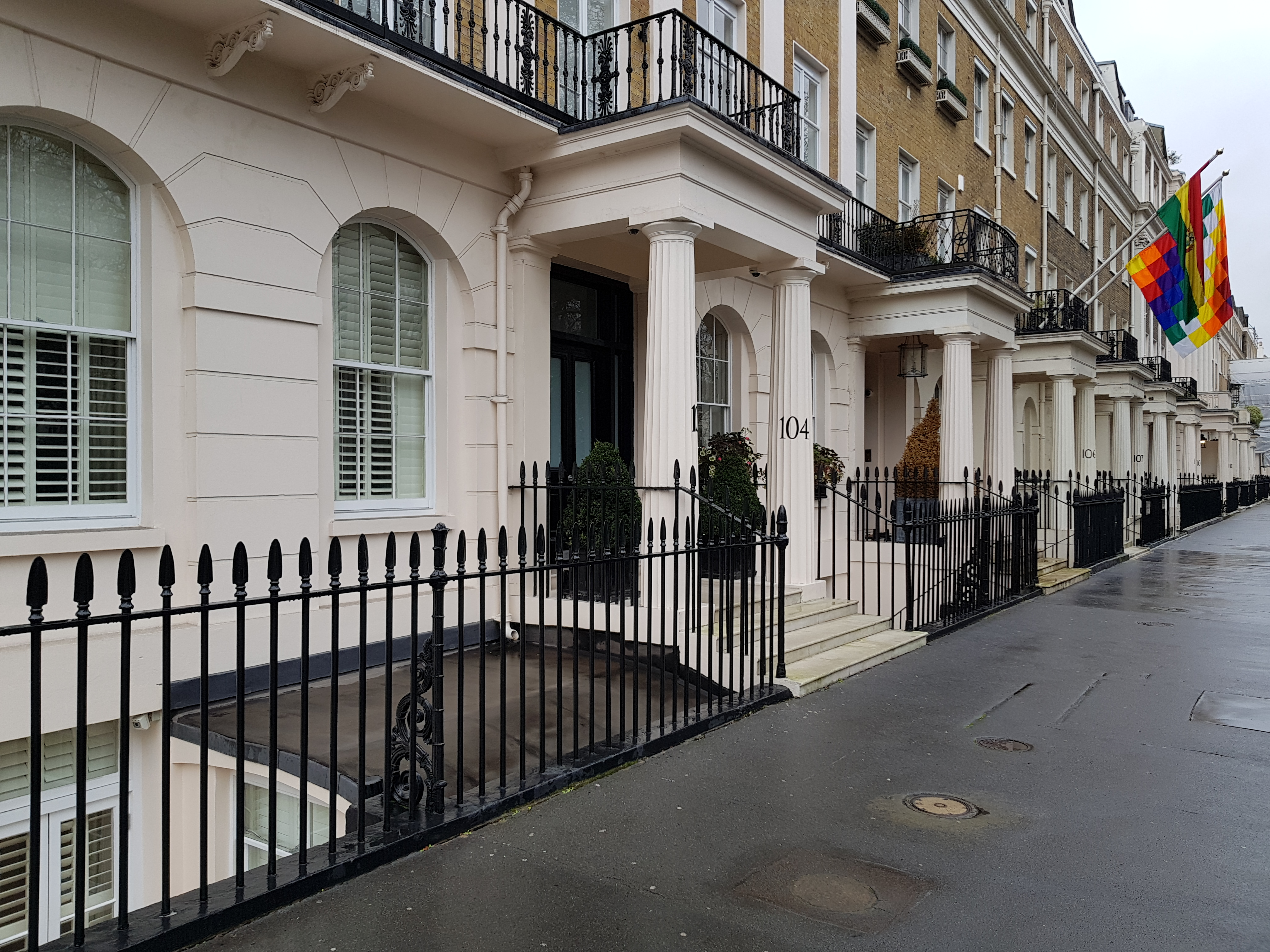
De regering kwam bijeen in Eaton Square 105.

In augustus vertrokken, kwamen Pierlot en Spaak einde oktober in Londen aan en op 31 oktober besliste het vier man sterke team dat ze nog steeds de wettelijke regering waren die op 3 september 1939 het vertrouwen van de Kamer had gekregen. 
Met een lichtjes aangevulde bezetting (drie in Londen aangekomen ministers die tot de regering-Pierlot hadden behoord), maar met het behoud van de vier eerste titularissen, bleef dit de door de andere geallieerde mogendheden erkende Belgische regering in ballingschap, tot aan de terugkeer naar België op 8 september 1944 waar ze als de enige wettelijke regering erkend werd. Ze nam ontslag op 21 september en werd opgevolgd door de vorming van een vierledige regering-Pierlot VI (katholieken-socialisten-liberalen-communisten) op 26 september. De wijzigingen in de samenstelling van de Londense regering werden telkens bij regeringsbesluit genomen en gepubliceerd in het in Londen gedrukte Belgisch Staatsblad.

## Samenstelling
| Ambtsbekleder                       | Ambtsbekleder                        | Ambtsbekleder                      | Functie                                            | Termijn                             | Partij                        |
| ----------------------------------- | ------------------------------------ | ---------------------------------- | -------------------------------------------------- | ----------------------------------- | ----------------------------- |
|                                     |                                      | Hubert Pierlot (1883-1965)         | Eerste Minister                                    | 31 oktober 1940 - 26 september 1944 | Katholiek Blok                |
| Minister Arbeid en Sociale Voorzorg | 22 november 1940 - 16 januari 1941   | Hubert Pierlot (1883-1965)         |                                                    |                                     | Katholiek Blok                |
| Minister Binnenlandse Zaken         | 22 november 1940 - 1 mei 1943        | Hubert Pierlot (1883-1965)         |                                                    |                                     | Katholiek Blok                |
| Minister Landbouw                   | 22 november 1940 - 20 juni 1944      | Hubert Pierlot (1883-1965)         |                                                    |                                     | Katholiek Blok                |
| Minister Openbaar Onderwijs         | 22 november 1940 - 4 maart 1942      | Hubert Pierlot (1883-1965)         |                                                    |                                     | Katholiek Blok                |
| Minister Openbare Werken            | 22 november 1940 - 1 mei 1943        | Hubert Pierlot (1883-1965)         |                                                    |                                     | Katholiek Blok                |
| Minister Volksgezondheid            | 22 november 1940 - 15 april 1944     | Hubert Pierlot (1883-1965)         |                                                    |                                     | Katholiek Blok                |
| Minister Justitie                   | 4 maart 1942 - 12 oktober 1942       | Hubert Pierlot (1883-1965)         |                                                    |                                     | Katholiek Blok                |
| Minister Landsverdediging           | 12 oktober 1942 - 26 september 1944  | Hubert Pierlot (1883-1965)         |                                                    |                                     | Katholiek Blok                |
|                                     |                                      | Paul-Henri Spaak (1899-1972)       | Minister Buitenlandse Zaken en Buitenlandse Handel | 31 oktober 1940 - 26 september 1944 | BWP                           |
| Minister Arbeid en Sociale Voorzorg | 16 januari 1941 - 26 september 1944  | Paul-Henri Spaak (1899-1972)       |                                                    |                                     | BWP                           |
| Minister Verkeerswezen              | 12 oktober 1942 - 1 mei 1943         | Paul-Henri Spaak (1899-1972)       |                                                    |                                     | BWP                           |
| Minister Bevoorrading               | 10 december 1943 - 26 september 1944 | Paul-Henri Spaak (1899-1972)       |                                                    |                                     | BWP                           |
| Minister Volksgezondheid            | 15 april 1944 - 26 september 1944    | Paul-Henri Spaak (1899-1972)       |                                                    |                                     | BWP                           |
|                                     |                                      | Camille Gutt (1884-1971)           | Minister Financiën                                 | 31 oktober 1940 - 26 september 1944 | extraparlementair             |
| Minister Economische Zaken          | 22 november 1940 - 26 september 1944 | Camille Gutt (1884-1971)           |                                                    |                                     | extraparlementair             |
| Minister Landsverdediging           | 22 november 1940 - 12 oktober 1942   | Camille Gutt (1884-1971)           |                                                    |                                     | extraparlementair             |
| Minister Verkeerswezen              | 22 november 1940 - 12 oktober 1942   | Camille Gutt (1884-1971)           |                                                    |                                     | extraparlementair             |
|                                     |                                      | Albert de Vleeschauwer (1897-1971) | Minister Koloniën                                  | 31 oktober 1940 - 26 september 1944 | Katholiek Blok                |
| Minister Justitie                   | 22 november 1940 - 4 maart 1942      | Albert de Vleeschauwer (1897-1971) |                                                    |                                     | Katholiek Blok                |
| Minister Openbaar Onderwijs         | 4 maart 1942 - 26 september 1944     | Albert de Vleeschauwer (1897-1971) |                                                    |                                     | Katholiek Blok                |
|                                     |                                      | Antoine Delfosse (1895-1980)       | Minister Justitie                                  | 12 oktober 1942 - 26 september 1944 | Katholiek Blok                |
|                                     |                                      | August Balthazar (1893-1952)       | Minister Openbare Werken                           | 1 mei 1943 - 26 september 1944      | BWP                           |
| Minister Verkeerswezen              | 1 mei 1943 - 26 september 1944       | August Balthazar (1893-1952)       |                                                    |                                     | BWP                           |
|                                     |                                      | August De Schryver (1898-1991)     | Minister Binnenlandse Zaken                        | 1 mei 1943 - 26 september 1944      | Katholiek Blok                |
| Minister Landbouw                   | 20 juni 1944 - 26 september 1944     | August De Schryver (1898-1991)     |                                                    |                                     | Katholiek Blok                |
|                                     |                                      | Paul Tschoffen (1878-1961)         | Lid van de Staatsraad                              | 16 april 1943 - 26 september 1944   | extraparlementair (katholiek) |

### Onderstaatssecretarissen
Eerste minister Pierlot, zeer legalistisch ingesteld, wilde geen ministers benoemen die niet tot zijn vooroorlogse regering hadden behoord. Aangezien de activiteiten toenamen, werd de formule gekozen van onderstaatssecretarissen die, onder de verantwoordelijkheid van een van de ministers, ministeriële bevoegdheid kregen. 
| Ambtsbekleder | Ambtsbekleder | Ambtsbekleder                | Functie                                                                   | Termijn                              | Partij                       |
| ------------- | ------------- | ---------------------------- | ------------------------------------------------------------------------- | ------------------------------------ | ---------------------------- |
|               |               | Gustave Joassart (1880-1953) | Onder-Staatssecretaris Hulp aan Vluchtelingen, Arbeid en Sociale Voorzorg | 4 maart 1942 - 16 juli 1943          | extraparlementair            |
|               |               | Joseph Bondas (1881-1957)    | Onder-Staatssecretaris Hulp aan Vluchtelingen, Arbeid en Sociale Voorzorg | 3 september 1943 - 26 september 1944 | extraparlementair (BWP)      |
|               |               | Henri Rolin (1891-1973)      | Onder-Staatssecretaris Landsverdediging                                   | 4 maart 1942 - 12 oktober 1942       | BWP                          |
|               |               | Julius Hoste (1884-1954)     | Onder-Staatssecretaris Openbaar Onderwijs                                 | 4 maart 1942 - 26 september 1944     | extraparlementair (liberaal) |
|               |               | Raoul Richard (1885-1962)    | Onder-Staatssecretaris Bevoorrading                                       | 3 september 1943 - 26 september 1944 | extraparlementair            |